# لوئیس هولمانسا
لوئیس هولمانسا (اسپانیایی: Luis Holmanza‎؛ زادهٔ ۱۲ سپتامبر ۱۹۴۹) بازیکن فوتبال اهل کوبا بود.